# Helicodontium exilissimum
Helicodontium exilissimum là một loài Rêu trong họ Myriniaceae. Loài này được (Sull.) A. Jaeger mô tả khoa học đầu tiên năm 1878.